# ISO/IEC 646
Az ISO 646 az ISO nemzetközi szabványa, ami a 7 bites karakter kódolást határozza meg, és amelyből számos nemzeti szabvány is származik, amelyek közül az egyik legismertebb az ASCII. Mivel az ISO 646 egyes részei minden ország részére közösek, a szabvány angol ábécéjét, míg más országok számára a latin ábécét határozták meg, kiegészítve a nemzeti ábécé (nyelv) sajátosságaival, így az ISO 646 képes kezelni a különböző nyelveket. Mivel jelenleg nincs mindenki által elfogadott 8 bites byte kódolási szabvány nemzeti nyelvekre, így a nemzeti nyelveket csak 7 bites formában lehet szabványosan kódolni, ezért néhány karakter, ami az ASCII-ben szerepel, hiányzik az ISO 646 nemzeti változataiból.

## Története
Az ISO/IEC 646 és elődjei, az ASCII, az ANSI X3.4, jelentették a  telekommunikációs iparban a meghonosodott gyakorlatot.
Az 1960-as évektől szinte állandóan felmerült a karakter kódolási szabványok egységesítésének igénye (mind a nemzeti, mind a nemzetközi szervezetek szintjén), mivel  1) a telekommunikációs ipar létező gyakorlatát követték (amely akkor még többnyire lyukszalag alapú volt, viszont általánosan használták online digitális kábeleken való átvitelek esetében), vagy esetleg 2) a szintén létező, számítógépiparban elterjedt lyukkártya gyakorlat egy részének használata, amit a 2. világháborús és későbbi elektromechanikus lyukkártya gépektől örököltek a digitális számítógépek. Néha a cégek történeti okokból folytatták a Hollerith-lyukkártyák használatát, ahogyan az IBM is beépítette az EBCDIC kódolásba a "kártyás" elemeket, valamint ehhez csatlakoztak más gyártók is, így lassan egy telekommunikációs ipari karakter kódolási szabvány alakult ki.
Az ISO 8859 sorozatú szabványok meghatározták a 8 bites karakter kódolási szabványokat, amik kiváltották az ISO 646 nemzetközi szabványt és annak nemzeti változatait. Az ISO/IEC 10646 szabvány, direkt kapcsolódva a Unicode-hoz, kiváltotta az összes ISO 646-os és ISO 8859-es kódkészletek nemzeti változatait egy egységes karakter kódkészlettel és kódolási eljárással.

## Nemzeti változatok
Az ISO 646 néhány nemzeti változata:
| Kód  | ISO- IR | Szabvány              | Használója                                                          |
| ---- | ------- | --------------------- | ------------------------------------------------------------------- |
| CA-1 | 121     | CSA Z243.4-1985       | Kanada (1. számú alternatíva, “î”-val) (francia, klasszikus)        |
| CA-2 | 122     | CSA Z243.4-1985       | Kanada (2. számú alternatíva, “É”-vel) (francia, reformált írásmód) |
| CN   | 057     | GB/T 1988-80          | Kínai Népköztársaság (Alap Latin)                                   |
| CU   | 151     | NC 99-10:81           | Kuba (Spanyol)                                                      |
| DE   | 021     | DIN 66083             | Németország (Német)                                                 |
| DK   | —       | DS 2089               | Dánia (Dán)                                                         |
| FR   | 069     | AFNOR NF Z 62010-1982 | Franciaország (Francia)                                             |
| FR-0 | 025     | AFNOR NF Z 62010-1973 | Franciaország (1985. április óta elavult)                           |
| GB   | 004     | BSI 4730              | Egyesült Királyság (Angol)                                          |
| GR   | 088     | HOS ELOT              | Görögország (elavult)                                               |
| HU   | 086     | MSZ 7795/3            | Magyarország (Magyar)                                               |
| IE   | 207     | NSAI 433:1996         | Írország (ír)                                                       |

| Kód  | ISO- IR | Szabvány               | Használója                                       |
| ---- | ------- | ---------------------- | ------------------------------------------------ |
| INV  | —       | ISO 646:1983           | nemzetközi (invariáns készlet)                   |
| IRV  | 002     | ISO 646:1983           | Nemzetközi Referencia Változat                   |
| JA   | 014     | JIS C 6220-1969        | Japán (Romaji)                                   |
| JA-O | 092     | JIS C 6229-1984        | Japán (OCR-B)                                    |
| MT   | —       | ?                      | Málta (máltai, angol)                            |
| NO   | 060     | NS 4551 1-es változat  | Norvégia                                         |
| NO-2 | 061     | NS 4551 2-es változat  | Norvégia (1987 júniusa óta elavult)              |
| SE   | 010     | SEN 85 02 00 Annex B   | Svédország (alap svéd)                           |
| SE-C | 011     | SEN 85 02 00 Annex C   | Svédország (bővített svéd nevekhez)              |
| T.61 | 102     | ITU/CCITT T.61 Ajánlás | Nemzetközi (Teletex)                             |
| US   | 006     | ANSI X3.4-1968         | USA (ASCII)                                      |
| YU   | 141     | JUS I.B1.002           | volt Jugoszlávia (horvát, szlovén, szerb, Latin) |

A későbbi szabványok bizonyos jellemzőit nemzetközi használatra különböző szabványosítási szervezetek hagyták jóvá:
| Kód   | ISO- IR | Jóváhagyta | Eredete          | Használója                                     |
| ----- | ------- | ---------- | ---------------- | ---------------------------------------------- |
| ES    | 085     | ECMA       | IBM              | Spanyol (baszk, kasztíliai, katalán, galíciai) |
| esp   | 017     | ECMA       | Olivetti         | Spanyol (nemzetközi)                           |
| DK-SE | 009-1   | SSK        | NATS, fő készlet | Svédország és Dánia (újságok szövegeire)       |
| FI-SE | 008-1   | SSK        | NATS, fő készlet | Svédország és Finnország (újságok szövegeire)  |

| Kód | ISO- IR | Jóváhagyta | Eredete  | Használója                     |
| --- | ------- | ---------- | -------- | ------------------------------ |
| ita | 015     | ECMA       | Olivetti | olasz                          |
| PT  | 084     | ECMA       | IBM      | Portugália (portugál, Spanyol) |
| por | 016     | ECMA       | Olivetti | portugál (nemzetközi)          |

Néhány nemzeti változat specifikumait mutatja a következő táblázat:
| Kódok    | Kódok     | Kódok | Minden ISO 646-os karakterkészlettel kompatibilis karakterek | Minden ISO 646-os karakterkészlettel kompatibilis karakterek | Minden ISO 646-os karakterkészlettel kompatibilis karakterek | Minden ISO 646-os karakterkészlettel kompatibilis karakterek | Minden ISO 646-os karakterkészlettel kompatibilis karakterek | Minden ISO 646-os karakterkészlettel kompatibilis karakterek | Minden ISO 646-os karakterkészlettel kompatibilis karakterek | Minden ISO 646-os karakterkészlettel kompatibilis karakterek | Minden ISO 646-os karakterkészlettel kompatibilis karakterek | Minden ISO 646-os karakterkészlettel kompatibilis karakterek | Minden ISO 646-os karakterkészlettel kompatibilis karakterek | Minden ISO 646-os karakterkészlettel kompatibilis karakterek | Minden ISO 646-os karakterkészlettel kompatibilis karakterek | Minden ISO 646-os karakterkészlettel kompatibilis karakterek | Minden ISO 646-os karakterkészlettel kompatibilis karakterek | Minden ISO 646-os karakterkészlettel kompatibilis karakterek | Minden ISO 646-os karakterkészlettel kompatibilis karakterek | Minden ISO 646-os karakterkészlettel kompatibilis karakterek | Minden ISO 646-os karakterkészlettel kompatibilis karakterek | Minden ISO 646-os karakterkészlettel kompatibilis karakterek | Minden ISO 646-os karakterkészlettel kompatibilis karakterek | Minden ISO 646-os karakterkészlettel kompatibilis karakterek | Minden ISO 646-os karakterkészlettel kompatibilis karakterek | Minden ISO 646-os karakterkészlettel kompatibilis karakterek | Minden ISO 646-os karakterkészlettel kompatibilis karakterek | Minden ISO 646-os karakterkészlettel kompatibilis karakterek | Minden ISO 646-os karakterkészlettel kompatibilis karakterek | Minden ISO 646-os karakterkészlettel kompatibilis karakterek | Minden ISO 646-os karakterkészlettel kompatibilis karakterek |
| bináris  | decimális | hexa  | INV                                                          | US                                                           | T.61                                                         | JA                                                           | JA-O                                                         | CN                                                           | IRV                                                          | GB                                                           | DK                                                           | NO                                                           | NO-2                                                         | SE                                                           | SE-C                                                         | DE                                                           | HU                                                           | FR                                                           | FR-0                                                         | CA-1                                                         | CA-2                                                         | IE                                                           | IS                                                           | ita                                                          | por                                                          | PT                                                           | esp                                                          | ES                                                           | CU                                                           | MT                                                           | YU                                                           |
| -------- | --------- | ----- | ------------------------------------------------------------ | ------------------------------------------------------------ | ------------------------------------------------------------ | ------------------------------------------------------------ | ------------------------------------------------------------ | ------------------------------------------------------------ | ------------------------------------------------------------ | ------------------------------------------------------------ | ------------------------------------------------------------ | ------------------------------------------------------------ | ------------------------------------------------------------ | ------------------------------------------------------------ | ------------------------------------------------------------ | ------------------------------------------------------------ | ------------------------------------------------------------ | ------------------------------------------------------------ | ------------------------------------------------------------ | ------------------------------------------------------------ | ------------------------------------------------------------ | ------------------------------------------------------------ | ------------------------------------------------------------ | ------------------------------------------------------------ | ------------------------------------------------------------ | ------------------------------------------------------------ | ------------------------------------------------------------ | ------------------------------------------------------------ | ------------------------------------------------------------ | ------------------------------------------------------------ | ------------------------------------------------------------ |
| 010 0010 | 34        | 22    | "                                                            | "                                                            | "                                                            | "                                                            | "                                                            | "                                                            | "                                                            | "                                                            | "                                                            | "                                                            | "                                                            | "                                                            | "                                                            | "                                                            | "                                                            | "                                                            | "                                                            | "                                                            | "                                                            | "                                                            | "                                                            | "                                                            | "                                                            | "                                                            | "                                                            | "                                                            | "                                                            | "                                                            | "                                                            |
| 010 0011 | 35        | 23    |                                                              | #                                                            | #                                                            | #                                                            | #                                                            | #                                                            | #                                                            | £                                                            | #                                                            | #                                                            | §                                                            | #                                                            | #                                                            | #                                                            | #                                                            | £                                                            | £                                                            | #                                                            | #                                                            | £                                                            | #                                                            | £                                                            | #                                                            | £                                                            | #                                                            | #                                                            | #                                                            | #                                                            | #                                                            |
| 010 0100 | 36        | 24    |                                                              | $                                                            | ¤                                                            | $                                                            | $                                                            | ¥                                                            | $                                                            | $                                                            | $                                                            | $                                                            | $                                                            | ¤                                                            | ¤                                                            | $                                                            | ¤                                                            | $                                                            | $                                                            | $                                                            | $                                                            | $                                                            | $                                                            | $                                                            | $                                                            | $                                                            | $                                                            | $                                                            | ¤                                                            | $                                                            | $                                                            |
| 010 1001 | 39        | 27    | '                                                            | '                                                            | '                                                            | '                                                            | '                                                            | '                                                            | ’                                                            | ’                                                            | ’                                                            | ’                                                            | ’                                                            | ’                                                            | ’                                                            | ’                                                            | ’                                                            | ’                                                            | ’                                                            | ’                                                            | ’                                                            | ’                                                            | ’                                                            | ’                                                            | ’                                                            | ’                                                            | ’                                                            | ’                                                            | ’                                                            | ’                                                            | ’                                                            |
| 010 1100 | 44        | 2C    | ,                                                            | ,                                                            | ,                                                            | ,                                                            | ,                                                            | ,                                                            | ,                                                            | ,                                                            | ,                                                            | ,                                                            | ,                                                            | ,                                                            | ,                                                            | ,                                                            | ,                                                            | ,                                                            | ,                                                            | ,                                                            | ,                                                            | ,                                                            | ,                                                            | ,                                                            | ,                                                            | ,                                                            | ,                                                            | ,                                                            | ,                                                            | ,                                                            | ,                                                            |
| 010 1101 | 45        | 2D    | -                                                            | -                                                            | -                                                            | -                                                            | -                                                            | -                                                            | -                                                            | -                                                            | -                                                            | -                                                            | -                                                            | -                                                            | -                                                            | -                                                            | -                                                            | -                                                            | -                                                            | -                                                            | -                                                            | -                                                            | -                                                            | -                                                            | -                                                            | -                                                            | -                                                            | -                                                            | -                                                            | -                                                            | -                                                            |
| 010 1111 | 47        | 2F    | /                                                            | /                                                            | /                                                            | /                                                            | /                                                            | /                                                            | /                                                            | /                                                            | /                                                            | /                                                            | /                                                            | /                                                            | /                                                            | /                                                            | /                                                            | /                                                            | /                                                            | /                                                            | /                                                            | /                                                            | /                                                            | /                                                            | /                                                            | /                                                            | /                                                            | /                                                            | /                                                            | /                                                            | /                                                            |
| 100 0000 | 64        | 40    |                                                              | @                                                            | @                                                            | @                                                            | @                                                            | @                                                            | @                                                            | @                                                            | @                                                            | @                                                            | @                                                            | @                                                            | É                                                            | §                                                            | Á                                                            | à                                                            | à                                                            | à                                                            | à                                                            | Ó                                                            | Ð                                                            | §                                                            | §                                                            | ´                                                            | §                                                            | ·                                                            | @                                                            | @                                                            | Ž                                                            |
| 101 1011 | 91        | 5B    |                                                              | [                                                            | [                                                            | [                                                            | [                                                            | [                                                            | [                                                            | [                                                            | Æ                                                            | Æ                                                            | Æ                                                            | Ä                                                            | Ä                                                            | Ä                                                            | É                                                            | °                                                            | °                                                            | â                                                            | â                                                            | É                                                            | Þ                                                            | °                                                            | Ã                                                            | Ã                                                            | ¡                                                            | ¡                                                            | ¡                                                            | ġ                                                            | Š                                                            |
| 101 1100 | 92        | 5C    |                                                              | \                                                            |                                                              | ¥                                                            | ¥                                                            | \                                                            | \                                                            | \                                                            | Ø                                                            | Ø                                                            | Ø                                                            | Ö                                                            | Ö                                                            | Ö                                                            | Ö                                                            | ç                                                            | ç                                                            | ç                                                            | ç                                                            | Í                                                            | \                                                            | ç                                                            | Ç                                                            | Ç                                                            | Ñ                                                            | Ñ                                                            | Ñ                                                            | ż                                                            | Đ                                                            |
| 101 1101 | 93        | 5D    |                                                              | ]                                                            | ]                                                            | ]                                                            | ]                                                            | ]                                                            | ]                                                            | ]                                                            | Å                                                            | Å                                                            | Å                                                            | Å                                                            | Å                                                            | Ü                                                            | Ü                                                            | §                                                            | §                                                            | ê                                                            | ê                                                            | Ú                                                            | Æ                                                            | é                                                            | Õ                                                            | Õ                                                            | ¿                                                            | Ç                                                            | ]                                                            | ħ                                                            | Ć                                                            |
| 101 1110 | 94        | 5E    |                                                              | ^                                                            |                                                              | ^                                                            | ^                                                            | ^                                                            | ˆ                                                            | ˆ                                                            | ˆ                                                            | ˆ                                                            | ˆ                                                            | ˆ                                                            | Ü                                                            | ˆ                                                            | ˆ                                                            | ^                                                            | ˆ                                                            | î                                                            | É                                                            | Á                                                            | Ö                                                            | ˆ                                                            | ˆ                                                            | ˆ                                                            | ˆ                                                            | ¿                                                            | ¿                                                            | ˆ                                                            | Č                                                            |
| 101 1111 | 95        | 5F    | _                                                            | _                                                            | _                                                            | _                                                            | _                                                            | _                                                            | _                                                            | _                                                            | _                                                            | _                                                            | _                                                            | _                                                            | _                                                            | _                                                            | _                                                            | _                                                            | _                                                            | _                                                            | _                                                            | _                                                            | _                                                            | _                                                            | _                                                            | _                                                            | _                                                            | _                                                            | _                                                            | _                                                            | _                                                            |
| 110 0000 | 96        | 60    |                                                              | `                                                            |                                                              | `                                                            |                                                              | `                                                            | `                                                            | `                                                            | `                                                            | `                                                            | `                                                            | `                                                            | é                                                            | `                                                            | á                                                            | µ                                                            | µ                                                            | ô                                                            | ô                                                            | ó                                                            | ð                                                            | ù                                                            | `                                                            | `                                                            | `                                                            | `                                                            | `                                                            | ċ                                                            | ž                                                            |
| 111 1011 | 123       | 7B    |                                                              | {                                                            |                                                              | {                                                            | {                                                            | {                                                            | {                                                            | {                                                            | æ                                                            | æ                                                            | æ                                                            | ä                                                            | ä                                                            | ä                                                            | é                                                            | é                                                            | é                                                            | é                                                            | é                                                            | é                                                            | þ                                                            | à                                                            | ã                                                            | ã                                                            | °                                                            | ´                                                            | ´                                                            | Ġ                                                            | š                                                            |
| 111 1100 | 124       | 7C    |                                                              | \|                                                           | \|                                                           | \|                                                           | \|                                                           | \|                                                           | \|                                                           | \|                                                           | ø                                                            | ø                                                            | ø                                                            | ö                                                            | ö                                                            | ö                                                            | ö                                                            | ù                                                            | ù                                                            | ù                                                            | ù                                                            | í                                                            | \|                                                           | ò                                                            | ç                                                            | ç                                                            | ñ                                                            | ñ                                                            | ñ                                                            | Ż                                                            | đ                                                            |
| 111 1101 | 125       | 7D    |                                                              | }                                                            |                                                              | }                                                            | }                                                            | }                                                            | }                                                            | }                                                            | å                                                            | å                                                            | å                                                            | å                                                            | å                                                            | ü                                                            | ü                                                            | è                                                            | è                                                            | è                                                            | è                                                            | ú                                                            | æ                                                            | è                                                            | õ                                                            | õ                                                            | ç                                                            | ç                                                            | [                                                            | Ħ                                                            | ć                                                            |
| 111 1110 | 126       | 7E    |                                                              | ~                                                            |                                                              | ‾                                                            |                                                              | ~                                                            | ˜                                                            | ˜                                                            | ˜                                                            | ¯                                                            | \|                                                           | ˜                                                            | ü                                                            | ß                                                            | ˝                                                            | ¨                                                            | ¨                                                            | û                                                            | û                                                            | á                                                            | ö                                                            | ì                                                            | °                                                            | ˜                                                            | ˜                                                            | ¨                                                            | ¨                                                            | Ċ                                                            | č                                                            |

A fenti táblázatban a nem fehér cellák jelzik a különbségeket az amerikai változat, az ISO/IEC 10646 által használt "alap latin készlet" illetve a Unicode között.
A piros cellákban lévő karakterek használhatók, mint úgynevezett "kombinált diakritikus" karakterek, azaz a karaktereket követő vagy megelőző visszalépés – backspace C0 segítségével speciális ékezetes karakterek kialakításához használhatók (ez a kódolási módszert néhány, már érvénytelen, régebbi szabvány korlátozta, illetve nem támogatta). Komplex kódolás nélkül ezek a szimbólumok nem különböznek az amerikai változatban használt szimbólumoktól (bár bizonyos eltérések lehetségesek az idézőjeleknél, a tilde, illetve a circumflex szimbólumnál).
Később, amikor a 8 bites karakter készletek előtérbe kerültek, fokozatosan az ISO 8859-1, az ISO 8859-2, és az ISO 8859-3 lettek a preferált karakter kódolási módszerek, illetve ezek nemzeti változatai.

## ASCII változatok, amelyek nem tartoznak az ISO 646 alá
Számos olyan 7 bites karakterkészlet van, amelyek nem hivatalos részei a ISO 646 szabványnak. Néhány példa:
- 7 bites görög, ELOT 927. A görög ábécé a 0x61–0x71 és a 0x73–0x79 pozíciókra került, a kisbetűs latin karakterkészlet "tetejére". Ez az elrendezés jelenik meg 8 bites változatban az  ISO 8859-7-nél.

- 7 bites cirill, a KOI-7 vagy rövid – short – KOI. A cirill karakterek a 0x60–0x7E pozíciókba kerültek, a kisbetűs latin karakterkészlet "tetejére". A KOI-8 változat megjelenése óta jelentőségét vesztette.

- 7 bites héber, SI 960. A héber ábécé a 0x60–0x7A pozíciókba került, a kisbetűs latin karakterkészlet tetejére. A 7 bites héber mindig a megjelenítés sorrendjében van tárolva. 8 bites változata (a héber karakterek a This 0xE0–0xFA pozíciókban) a ISO 8859-8.

- 7 bites arab, ASMO 449. Az arab ábécé a 0x41–0x5A és a 0x60–0x6A pozíciókba került, a latin kis-és nagybetűk "tetejére". A 8 bites változata a ISO 8859-6.

## Egyéb, idegen nyelvű hivatkozások
- Zeichensatz nach ISO 646 (ASCII) (in German)
- History at GNU Aspell website
- Character Tables by Koichi Yasuoka (see Domestic ISO646 Character Tables and Quasi-ISO646 Character Tables)
- Turkish Text Deasciifier a tool (based on statistical pentagram analysis of the Turkish language) which reverts an ASCII'fied Turkish text by determining the appropriate (but ambiguous) diacritics normally needed in Turkish but missing in the US-ASCII set.